# Ciclovía Carmen
La Ciclovía Carmen se encuentra ubicada en acera este de la avenida Carmen, en la comuna de Santiago de Chile. Posee doble sentido de tránsito. Se comunica transversalmente con la ciclovía Santa Isabel y la Ciclovía Matta. Si bien cruza bastantes calles de Santiago en general es rápida y segura porque tiene la preferencia y buenos semáforos en las esquinas más importante. Tiende a ser recta aunque en algunas partes es angosta y a veces los talleres del sector la usan como estacionamiento de sus camionetas de descarga. 
Pasa por el Barrio Franklin y  de la zona sur de Santiago y de la Feria Persa Bio Bío.
Tiene una suave inclinación norte sur hasta el Zanjón de la Aguada, tal como todas las demás calles del sur de la Alameda. Al llegar el Zanjón de la Aguada se desvía al oeste hasta continuar como Ciclovía Las Industrias hasta Avenida Departamental.

## Ciclovía Las Industrias
La Ciclovía Las Industrias se encuentra ubicada en acera de la avenida Las Industrias, en la comuna de San Joaquín, Chile. Posee doble sentido de tránsito. Su extremo norte comunica con la ciclovía Carmen.